# Radosław Majecki
Radosław Majecki (Starachowice, 16 de noviembre de 1999) es un futbolista polaco que juega de portero en el A. S. Monaco F. C. de la Ligue 1.

## Trayectoria
Jugó en las categorías inferiores del Arka Pawłów de la III Liga antes de ser transferido al KSZO Ostrowiec Świętokrzyski. Después de tres temporadas con el club y participar en la selección sub-17 de Polonia en varias ocasiones, Majecki fue fichado por el Legia de Varsovia, disputando con el conjunto juvenil la Liga Juvenil de la UEFA celebrada en la temporada 2015-16, aunque pronto fue ascendido al primer equipo en invierno del año 2015. Con la llegada de Ricardo Sá Pinto al banquillo varsoviano, Majecki ganaría la titularidad a los porteros Arkadiusz Malarz y Radosław Cierzniak. Previamente había formado parte de la plantilla del Stal Mielec de la I Liga durante la temporada 2017-18. El 29 de enero de 2020 se oficializó su traspaso al AS Mónaco de la Ligue 1 francesa por un total de 7 millones de euros, aunque permaneciendo en el club polaco como préstamo hasta finalizar la temporada 2019-20.

## Selección nacional
El 9 de octubre de 2021 debutó con la selección de Polonia en un encuentro de clasificación para el Mundial 2022 ante San Marino que los polacos vencieron por cinco a cero.

## Estadísticas

### Clubes
Actualizado al último partido disputado el 5 de noviembre de 2024.
| Legia de Varsovia II · Polonia        | 4.ª           | 2016-17       | 17  | 20  | —  | —  | —  | — | 17  | 20  |
| Stal Mielec · Polonia                 | 2.ª           | 2017-18       | 32  | 40  | 1  | 0  | —  | — | 33  | 40  |
| Stal Mielec · Polonia                 | Total club    | Total club    | 32  | 40  | 1  | 0  | 0  | 0 | 33  | 40  |
| Legia de Varsovia II · Polonia        | 4.ª           | 2018-19       | 9   | 16  | —  | —  | —  | — | 9   | 16  |
| Legia de Varsovia II · Polonia        | Total club    | Total club    | 26  | 36  | 0  | 0  | 0  | 0 | 26  | 36  |
| Legia de Varsovia · Polonia           | 1.ª           | 2018-19       | 14  | 12  | 3  | 3  | —  | — | 17  | 15  |
| Legia de Varsovia · Polonia           | 1.ª           | 2019-20       | 33  | 31  | 0  | 0  | 8  | 1 | 41  | 32  |
| Legia de Varsovia · Polonia           | Total club    | Total club    | 47  | 43  | 3  | 3  | 8  | 1 | 58  | 47  |
| A. S. Monaco F. C. Francia            | 1.ª           | 2020-21       | 1   | 1   | 6  | 3  | —  | — | 7   | 4   |
| A. S. Monaco F. C. Francia            | 1.ª           | 2021-22       | 0   | 0   | 2  | 1  | 2  | 2 | 4   | 3   |
| Círculo de Brujas · Bélgica           | 1.ª           | 2022-23       | 34  | 46  | 0  | 0  | —  | — | 34  | 46  |
| Círculo de Brujas · Bélgica           | Total club    | Total club    | 34  | 46  | 0  | 0  | 0  | 0 | 34  | 46  |
| A. S. Monaco F. C. Francia            | 1.ª           | 2023-24       | 12  | 10  | 3  | 4  | —  | — | 15  | 14  |
| A. S. Monaco F. C. Francia            | 1.ª           | 2024-25       | 3   | 3   | 0  | 0  | 2  | 1 | 5   | 4   |
| A. S. Monaco F. C. Francia            | Total club    | Total club    | 16  | 14  | 11 | 8  | 4  | 3 | 31  | 25  |
| Total carrera                         | Total carrera | Total carrera | 155 | 179 | 15 | 11 | 12 | 4 | 182 | 194 |
| (1) Hace referencia a goles encajados |               |               |     |     |    |    |    |   |     |     |

## Palmarés

### Títulos nacionales
| Título      | Club              | País    | Año  |
| ----------- | ----------------- | ------- | ---- |
| Ekstraklasa | Legia de Varsovia | Polonia | 2017 |
| Ekstraklasa | Legia de Varsovia | Polonia | 2020 |